# 꿋꿋한 주석 병정

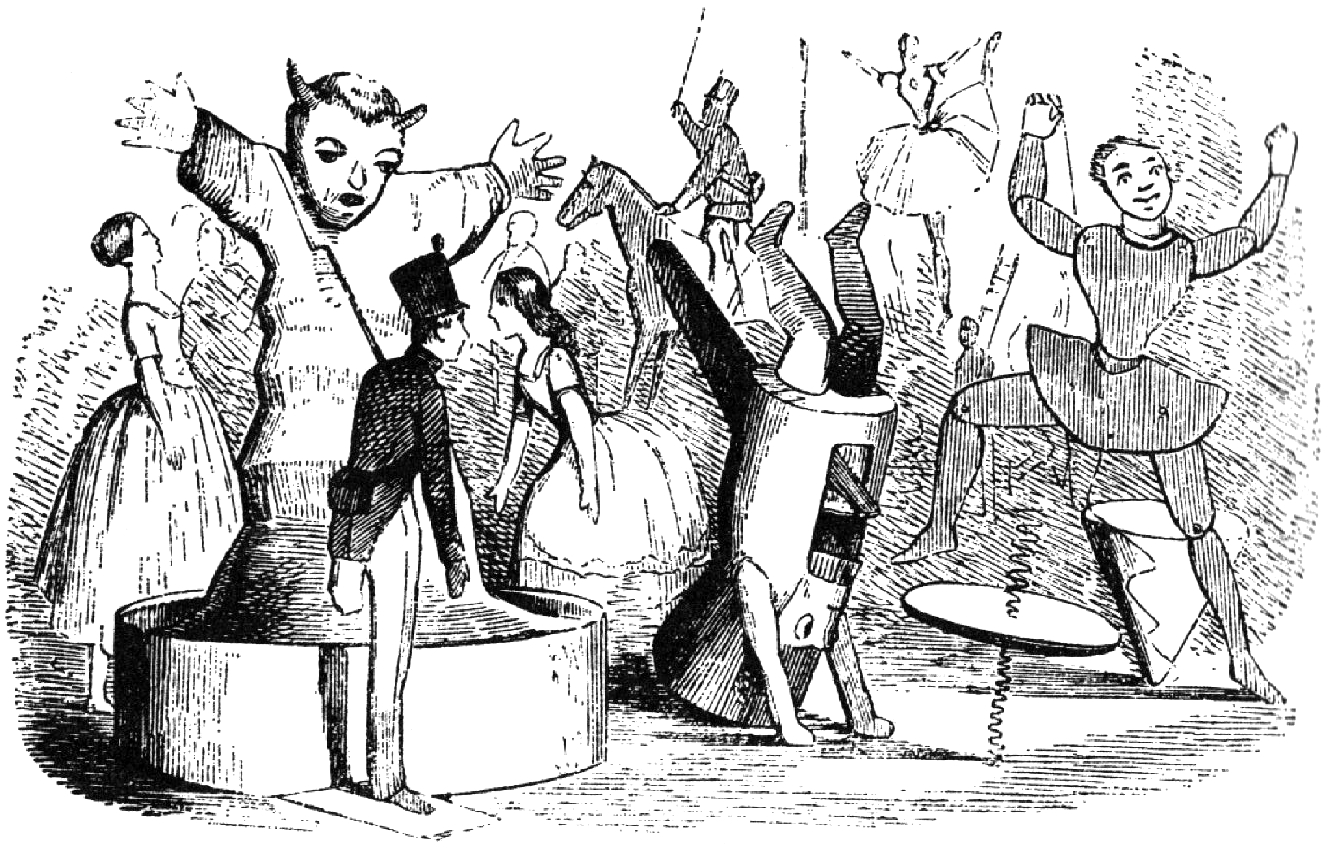
빌헬름 페데르센(Vilhelm Pedersen)이 그린 《꿋꿋한 주석 병정》 삽화 (1850년)

《꿋꿋한 주석 병정》(덴마크어: Den standhaftige tinsoldat, 영어: The Steadfast Tin Soldier)은 한스 크리스티안 안데르센이 지은 동화 작품이다. 1838년 10월 2일에 안데르센이 《야생의 백조》와 함께 발표했다. 한국어로 번역된 작품에서는 《외다리 병정》이라는 제목으로 등장하기도 한다.

## 줄거리
어느 날 소년이 생일 선물로 25개의 주석 장난감 병정 인형을 받았다. 이 가운데 마지막으로 만든 주석 병정 인형은 주석이 모자라서 외다리 병정 인형이 되었다. 외다리 병정 인형은 옆에 있는 발레리나 인형과 연애하게 된다. 발레리나 인형은 한쪽 발로 서서 다른 발을 높이 올리고 있었다. 외다리 병정 인형은 발레리나도 자신과 같은 발을 가진 발레리나 인형이 자신의 연인이라고 생각했다.
어느 날 아침 외다리 병정 인형은 소년이 살고 있던 집의 창문 밖으로 떨어지고 만다. 동네 아이들은 외다리 병정 인형을 주워서 종이배에 태우고 강으로 보냈다. 강으로 흘러간 외다리 병정 인형은 폭포에서 떨어졌고 나중에 생선에게 잡아먹히고 만다. 생선은 시장에서 소년의 집 주인에게 팔려나가면서 제자리로 돌아갔다.
어느 날 소년은 불이 타오르는 벽난로 속에 외다리 병정 인형을 집어 넣었다. 그러자 발레리나 인형도 외다리 병정 인형을 따라 벽난로 속으로 들어가면서 불에 타버렸다. 외다리 병정 인형은 주석이 불에 녹아내리면서 작은 주석 덩어리로 변했다. 다음날 벽난로의 재를 터는 과정에서 외다리 주석 병정은 하트 모양의 작은 주석 덩어리로 변했다.